# Mosteiro dos Mártires São Behnam e sua irmã Sarah
Mosteiro dos Mártires São Behnam e sua irmã Sarah (em siríaco:  ܕܝܪܐ ܪܡܪܝ ܒܗܢܡ ܘܡܪܬ ܣܪܐ, em árabe: دير مار بهنام, Mar Behnam Monastery), era um mosteiro siríaco católico no norte do Iraque, perto da cidade de Beth Khdeda. Foi destruído a 19 de março de 2015 pelo Estado Islâmico.

## História
O mosteiro foi construído no século IV pelo rei assírio Senchareb como penitência por ter matado seu filho Behnam e sua filha Sarah, depois que eles se converteram ao cristianismo.
O mosteiro, após a sua criação continuou o seu trabalho e contribuiu grandemente para o mundo cristão sob os cuidados da Igreja Ortodoxa Siríaca. Esculturas na igreja mostram que reformas foram realizadas em 1164 e entre 1250-1261. Os registros mostram que o mosteiro sofreu muito durante o período de 1743 - 1790, devido a ataques realizados por Nader Xá contra os cristãos na região.
Os monges do mosteiro estabeleceram contato com  Roma no século XVIII, o que levou à conversão gradual dos habitantes de Beth Khdeda à Igreja Católica Siríaca.
Em 1790, o mosteiro foi assumido pela Igreja Católica e foi gerido por oito anos até que a Igreja Siríaca Ortodoxa assumiu-o de volta. Por alguma razão desconhecida, os monges abandonaram o mosteiro em 1819. O mosteiro mudou de mãos novamente para a Igreja Católica Siríaca, em 1839, que cuidou dela até a atualidade.
O mosteiro pertenceu à Igreja do Oriente por mais de 10 séculos, atestado pelas antigas inscrições turcas deixadas por peregrinos mongóis a partir do século XIII. Antes de passar sob o controle da Igreja Ortodoxa Siríaca, toda a região converteu ao monofisismo e o mosteiro tornou-se a residência, bem como o local de descanso de uma série de patriarcas siríacos ortodoxos.
O mosteiro foi renovado em 1986, e era visitado anualmente por milhares de cristãos e muçulmanos.  Durante a ofensiva no norte do Iraque em 2014, tropas jihadistas do Estado Islâmico do Iraque e do Levante assumiram o controle do mosteiro e expulsaram os monges. A 19 de março de 2015 o Estado Islâmico divulgou fotografias mostrando o túmulo de São Behnam a ser explodido.